# Рашинська радіощогла
Рашинська радіощогла (пол. Radiowo-Telewizyjne Centrum Nadawcze Raszyn) — телекомунікаційна вежа заввишки 335 м, розташована у селі Лази, Пясечинського повіту, Мазовецького воєводства Польщі.
До 1962 року була найвищою спорудою в Європі. Нині — шоста за висотою споруда Польщі.